# Звезда пленительного счастья
«Звезда пленительного счастья» — советский художественный фильм Владимира Мотыля о судьбе декабристов и их жён, снятый в 1975 году (к 150-летию восстания декабристов).
В основу сюжетной линии положены судьбы декабристов: князя Сергея Трубецкого, его жены Екатерины Трубецкой (урождённой Катрин Лаваль), князя Сергея Волконского и его жены Марии Волконской (урождённой Раевской), а также поручика Ивана Анненкова и его жены Прасковьи Анненковой (урождённой Полины Гёбль).
В большей своей части фильм посвящён подвигу жён декабристов, последовавших в ссылку за своими мужьями. В качестве названия взята строка из стихотворения Александра Пушкина «К Чаадаеву».
Премьера фильма состоялась 10 ноября 1975 года.

## Сюжет
Фильм открывается посвящением женщинам России. Сюжет во многом следует за книгами «Северное сияние» Марии Марич и «Во глубине сибирских руд» Арнольда Гессена, иногда перекликаясь с поэмой Н. А. Некрасова «Русские женщины» и романом А. Дюма «Учитель фехтования».
В центре повествования — судьба декабриста Ивана Анненкова (Игорь Костолевский) и его возлюбленной, француженки-модистки Полины Гёбль, для которых сибирская ссылка оказалась шансом обрести счастье вместе. Мадемуазель Полин не имеет титула и состояния, служит в модном магазине в Москве, и до восстания её брак с Анненковым был практически невозможным. После заключения её возлюбленного в крепость, суда и ссылки она проявляет огромную настойчивость в стремлении следовать за Иваном в Сибирь, перед чем не сумели устоять ни властная и гордая мать Анненкова, ни император Николай I.
Наравне с Полиной в центре сюжета находится Екатерина Трубецкая (Ирина Купченко). Дочь француза-эмигранта Лаваля вышла замуж за Трубецкого по сильной взаимной любви.
Ещё одна героиня — Мария Волконская (Наталья Бондарчук), дочь генерала Раевского, вступила в брак с практически незнакомым ей Сергеем Волконским по воле отца, желавшего своей дочери богатого и знатного мужа. После восстания родные усиленно опекают Марию и делают всё, чтобы она позабыла ещё вчера навязанного ей мужа. И тем не менее Мария наравне с Екатериной борется за право ехать в Сибирь.
Сцены восстания декабристов, следствия по их делу, казни пятерых декабристов занимают значительную часть фильма. О некоторых историях из жизни главных героев и героинь фильм рассказывает через лирические воспоминания.

## В ролях
- Ирина Купченко — княгиня Екатерина Ивановна Трубецкая, урождённая графиня Катрин Лаваль
- Алексей Баталов — князь Сергей Петрович Трубецкой
- Наталья Бондарчук — княгиня Мария Николаевна Волконская
- Олег Стриженов — князь Сергей Григорьевич Волконский
- Эва Шикульская — Жанетта-Полина Гёбль, в замужестве — Прасковья Егоровна Анненкова
- Игорь Костолевский — Иван Александрович Анненков, декабрист, кавалергард
- Лев Иванов — Николай Николаевич Раевский, генерал от кавалерии
- Раиса Куркина — Софья Алексеевна Раевская, жена Н. Н. Раевского
- Борис Соколов — Александр Николаевич Раевский, брат Марии Раевской (Волконской)
- Татьяна Панкова — Анна Ивановна Анненкова, мать И. А. Анненкова
- Александр Пороховщиков — Павел Иванович Пестель, декабрист
- Виктор Костецкий — Пётр Григорьевич Каховский, декабрист
- Юрий Родионов — Сергей Иванович Муравьёв-Апостол, декабрист
- Олег Янковский — Кондратий Фёдорович Рылеев, декабрист
- Татьяна Фёдорова — Наталия Михайловна Рылеева, жена К. Ф. Рылеева
- Василий Ливанов — император Николай I[2]
- Иннокентий Смоктуновский — Иван Богданович Цейдлер, иркутский генерал-губернатор
- Владислав Стржельчик — граф Жан (Иван Степанович) Лаваль, отец княгини Екатерины Ивановны Трубецкой
- Татьяна Окуневская — графиня Александра Григорьевна Лаваль, мать княгини Екатерины Ивановны Трубецкой
- Дмитрий Шилко — граф Михаил Андреевич Милорадович, санкт-петербургский генерал-губернатор
- Игорь Дмитриев — граф Людвиг Лебцельтерн, австрийский посланник в Петербурге
- Борис Дубенский — император Александр I
- Станислав Соколов — барон Карл Федорович Толь, генерал-лейтенант
- Дмитрий Бессонов — граф Карл Васильевич Нессельроде, министр иностранных дел
- Виктор Терехов — Василий Васильевич Левашов, генерал-адъютант
- Евгений Соляков — Павел Васильевич Голенищев-Кутузов, генерал-адъютант, военный генерал-губернатор Санкт-Петербурга, лично руководил казнью пятерых декабристов
- Олег Даль (озвучил Сергей Юрский) — дежурный офицер в Петропавловской крепости
- Иван Насонов — князь Дмитрий Александрович Щепин-Ростовский, капитан лейб-гвардии Московского полка
- Вадим Макаровский — Воше
- Аркадий Трусов — Фёдор, камердинер Ивана Александровича Анненкова
- Михаил Кокшенов — Никита, слуга Анны Ивановны Анненковой
- Алексей Кожевников — Пафнутий, слуга Ивана Богдановича Цейдлера
- Юрий Соловьёв — Егор, слуга в доме Раевских
- Иван Матвеев — слуга в доме Раевских
- Борислав Брондуков — солдат с известием об аресте
- Игорь Константинович Ефимов — кучер
- Наталья Головко — жена декабриста
- Юрий Мальцев — офицер
- Любовь Тищенко — нянька в доме Раевских
- Леонид Неведомский — Прохор
- Александр Суснин — караульный
- Владимир Солодников — комендант
- Тамара Тимофеева — глухая нянька
- Геннадий Нилов — доставивший депешу княгине Трубецкой
- Юрий Шепелев — гость Раевских
- Валентина Панина — Александра Фёдоровна, императрица, жена Николая I
- Виталий Щенников — палач
- Валерий Смоляков — Гродецкий
- Людмила Ксенофонтова — мать декабриста
- Элеонора Александрова — горничная Трубецкой
- Владимир Крыжановский — Александр Сергеевич Пушкин
- Юлия Палицкая — Анастасия Кондратьевна Рылеева, дочь К. Ф. Рылеева
- Михаил Боярский — Александр Иванович Якубович, декабрист, капитан Нижегородского драгунского полка, литератор (нет в титрах)
- Наталья Немшилова — Софья Николаевна Раевская, младшая сестра Марии Раевской (Волконской) (нет в титрах)
- Вадим Никитин — Иван Иванович Пущин, декабрист, поэт (нет в титрах)
- Эрнст Романов — генерал-майор Шипов (нет в титрах)
- Светлана Жгун — крестьянка (нет в титрах)
- Марина Юрасова — дама на венчании (нет в титрах)
- Николай Мартон — граф Орлов, гость Раевских (нет в титрах)
- Пётр Меркурьев — декабрист (нет в титрах)
- Юрий Башков — слуга в доме Анненковых (нет в титрах)
- Герберт Дмитриев — офицер (нет в титрах)
- Виктор Семёновский — офицер (нет в титрах)
- Булат Окуджава — капельмейстер на балу (нет в титрах)
- Вячеслав Жолобов — декабрист (нет в титрах)
- Владимир Скоропад — батюшка (нет в титрах)
- Владимир Марков — князь Антон Станиславович Яблоно́вский (нет в титрах)
- Анатолий Рудаков — офицер (нет в титрах)
- Николай Кузьмин — паромщик (нет в титрах)
- Е. Харкевич — дама на балу у Раевских, дама в свите Императора

## Съёмочная группа
- Авторы сценария: Владимир Мотыль, Олег Осетинский при участии Марка Захарова
- Режиссёр-постановщик: Владимир Мотыль
- Главный оператор: Дмитрий Месхиев
- Главный художник: Валерий Кострин
- Композитор: Исаак Шварц
- Стихи романсов: Булат Окуджава
- Поют: Е. Муханова, Владимир Качан
- Художник по костюмам: Наталья Васильева

## Исторические неточности
Историк Н. Я. Эйдельман, отнёсший сцену с Трубецкой и Цейдлером к числу «высочайших достижений кино», в своей статье «Чувство истории» подметил ряд исторических неточностей: «И режиссёр, и сценарист, и консультант прекрасно знают, что декабрист Сергей Трубецкой не сидел на коне во время событий 14 декабря; что декабрист, сам явившийся во дворец сдаваться (очевидно, Александр Бестужев), не подвергался оскорблениям Николая I (оскорбляли Якушкина); и, конечно, никто из них не обзывал царя „свиньёй“; и не было грубой кулачной расправы во время свадьбы Анненкова на каторге».
- Николай I показан с орденом Св. Георгия на шее — так мог располагаться только знак этого ордена 2-й или 3-й степени, которыми Николай I никогда не награждался. Единственный знак этого ордена — 4-й степени был возложен на себя императором только в 1838 году, через 13 лет после восстания декабристов.
- Князь Трубецкой показан с орденом Св. Владимира на шее — так мог располагаться только знак этого ордена 2-й или 3-й степени, которыми Трубецкой никогда не награждался. Показанный у Трубецкого знак ордена Св. Владимира 4-й степени с мечами начал вручаться только с 1855 года.
- Полковник Пестель показан с орденом Св. Георгия 4-й степени, которым он не награждался.
- Генерал Милорадович уговаривает восставших вернуться в казармы на фоне строя Конной гвардии. На самом деле именно из-за промедления Конной гвардии Милорадович, желая в одиночку покончить с восстанием, приехал к каре восставших в сопровождении одного только адъютанта Башуцкого.
- В фильме показано, что генерал Милорадович во время восстания был ранен пулей в живот. В действительности декабрист Каховский выстрелил Милорадовичу в спину.
- Сцена снятия портрета С. Г. Волконского в Военной галерее Зимнего дворца не могла происходить в действительности, так как Военная галерея была открыта лишь 25 декабря 1826 года, через год после восстания декабристов. Портрет Волконского действительно был написан для галереи в 1823 году, но не был в ней размещён. Портрет находился в запасниках Зимнего дворца до начала XX века, когда был обнаружен, и вследствие изменения отношения к восстанию декабристов в обществе, в частности, в императорской семье, возвращён в галерею[4].
- Фраза, сказанная Николаем I во время снятия портрета Волконского: «Генерала Раевского ввести в Государственный совет сенатором» содержит явное противоречие. Государственный совет и Сенат — разные органы управления, причём член Государственного совета по статусу заведомо превосходил сенатора. Генерал Раевский действительно был введён в состав Государственного совета, но сенатором никогда не был.
- Зимний дворец в те времена был покрашен «в розово-жёлтых тонах, с белыми колоннами»[5]; в фильме же он бирюзовый, как в наши дни.
- Белых мундиров с длинными фалдами, как у Костолевского, в Кавалергардском полку не существовало. Строевой мундир, под названием колет, носили только на службе, и у него были короткие фалды, а для ношения вне службы полагалось два вицмундира с длинными фалдами: один — тёмно-зелёный, повседневный, другой — красный, праздничный или бальный.
- В фильме в нескольких местах показаны солдаты в башлыках. В действительности башлык в русской армии введён много позже, в 1862 году[6].
- Брат Анненкова, Григорий, был убит на дуэли не в 1826, а в 1824 году[7].
- Николай I был очень высокого для тех времён роста (188,2[8] см), чего нельзя сказать о Василии Ливанове (177 см).
- В реальности 14 декабря 1825 года Анненков был на Сенатской площади не среди восставших, а командовал взводом кавалергардов, охранявших правительственную артиллерию[9].